# Ragnar Ekelund
Ragnar Ekelund, né à Kangasniemi le 18 décembre 1892 et mort à Helsinki le 8 juin 1960, est un peintre et poète finlandais.

## Biographie
Il étudie à l'Association des Arts de Finlande de 1911 à 1914, et fait des voyages d'étude à Saint-Pétersbourg et au Danemark.
Il est principalement connu pour ses représentations de paysages urbains. Après avoir exposé avec le Groupe Septem en 1915, il rejoint le Groupe de Novembre, qui s'inspire des théories cubistes et expressionnistes. Il est notamment influencé par Edvard Munch et Vassily Kandinsky dans les années 1910, et son style reste géométrique jusqu'à la fin de sa vie.
Il voyage beaucoup tout au long de sa vie, notamment en France, Allemagne, Estonie, Suède, Italie et Espagne, dont il représente les paysages à de nombreuses reprises. Ses compositions sont souvent dépourvues de personnages, mais il prend parfois pour modèle sa femme, Karin Allardt Ekelund.
À la fin de sa vie, ses paysages deviennent plus vivants et intimes. Il intègre le Groupe Prisma, fondé en 1956.
En plus de ses traductions et critiques, Ekelund a publié neuf recueils de poésies en 1914 et 1942.